# Observatorul Griffith

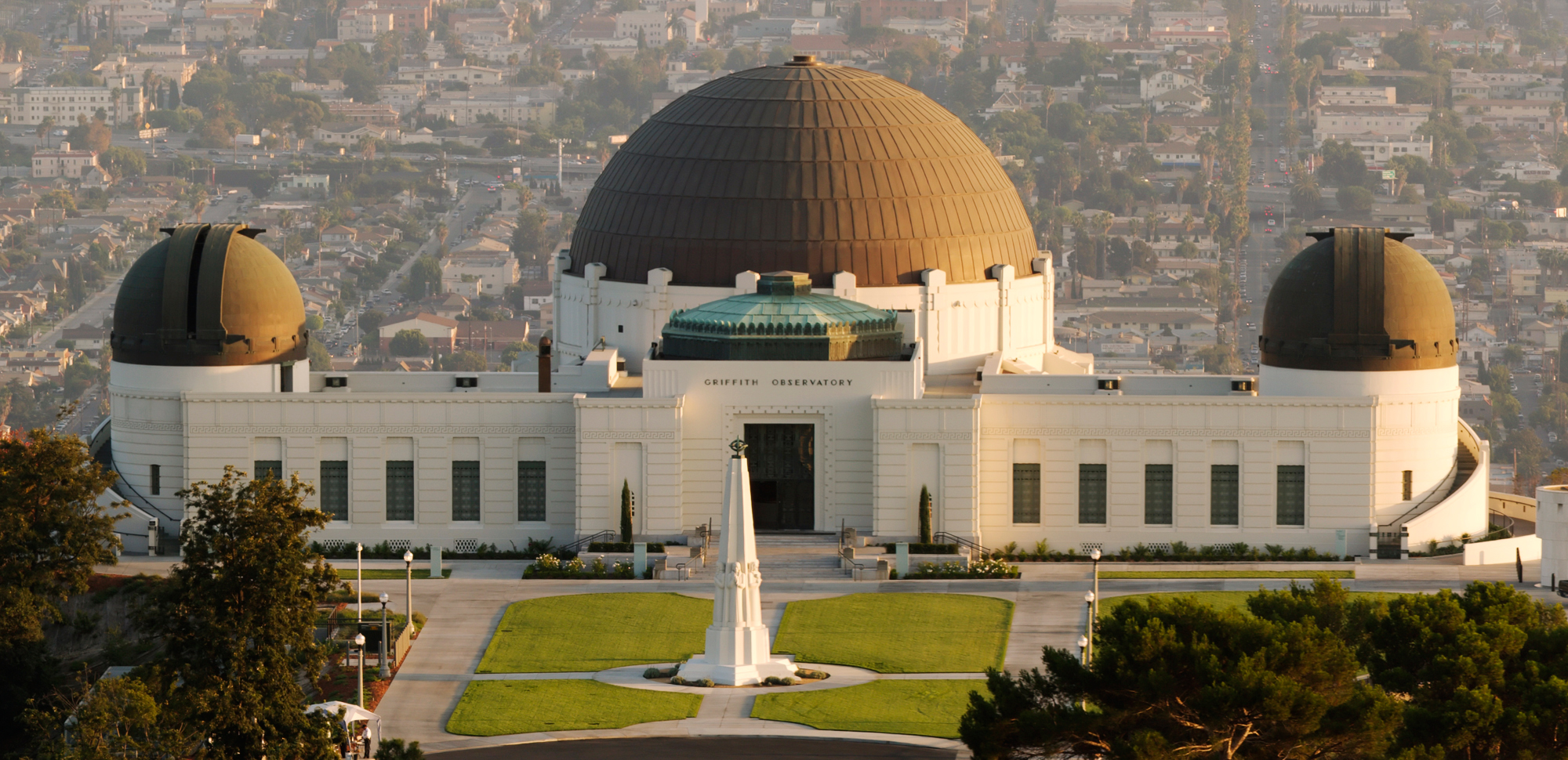
Observatorul Griffith (2006)

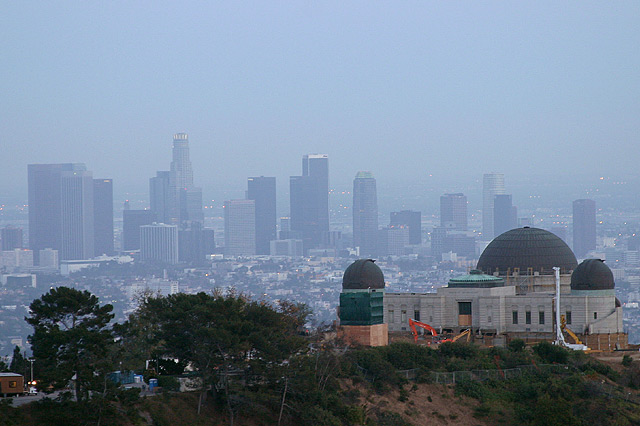
Vedere spre Observatorul Griffith şi centrul oraşului Los Angeles

Observatorul Griffith este un observator astronomic construit în 1935 la Los Angeles, în California, în Statele Unite ale Americii.

## Prezentare
Situat pe fața de sud a Muntelui Hollywood în Griffith Park, la 300 de metri altitudine, este un loc apreciat de turiști și de locuitorii orașului pentru expozițiile sale științifice, planetariul său și panorama pe care o oferă asupra întregii regiuni mergând din centrul orașului Los Angeles până la golful Santa Monica și Oceanul Pacific. Clădirea, de stil art deco și egiptean, a fost recent renovată și și-a redeschis porțile la 2 noiembrie 2006, la capătul a patru ani de lucrări. 70 de milioane de persoane au vizitat observatorul de la deschidere.
În septembrie 2010, grupul Linkin Park s-a produs pe o scenă care a fost construită în fața observatorului pentru MTV Video Music Awards 2010, cât despre ceremonie, aceasta avusese loc la Nokia Theatre.

## Istoric
Terenul Griffith Park a fost donat în 1896 orașului Los Angeles de colonelul Griffith J. Griffith care, prin testamentul său, a donat și fondurile necesare pentru a se construi un observator, un spațiu pentru expoziții și un planetariu. Lucrările de construire ale structurii au fost începute în 1933, după proiectul arhitectului John C. Austin și au fost încheiate în 1935, când complexul a fost deschis publicului.

## În cultura populară
Observatorul Astronomic Griffith apare în mai multe filme și seriale, printre care Nebunia de a trăi (1955), "Mannix" (1967), Terminator (1984), MacGyver (1985), Bun venit la Gattaca! (1997), Charlie's Angels: Îngerii se dezlănțuie! (2003), Yes Man (2008), Terminator Genisys (2015) și La La Land (2017), precum și mai multe jocuri video, ca Future Cop L.A.P.D., Mafia II, GTA : San Andreas și GTA V.